# レフ・ペロフスキー
レフ・アレクセーエヴィチ・ペロフスキー (ロシア語: Лев Алексе́евич Перо́вский, ラテン文字転写: Lev Alekseyevich von Perovski, 1792年9月9日 - 1856年11月2日）は、ロシアの貴族、鉱物学者。ニコライ1世の下で内相を務めた。
1845年、ロシア地理学会の創設を提案した。
鉱物のペロブスカイト（灰チタン石）の名前はこの人物にちなむ。